# 3-Brompyridin
3-Brompyridin ist eine organische Verbindung, die zu den Heterocyclen (genauer: Heteroaromaten) zählt. Sie besteht aus einem Pyridinring, der in 3-Position mit Brom substituiert ist.

## Herstellung
3-Brompyridin kann durch Reaktion von Pyridin mit Brom und rauchender Schwefelsäure hergestellt werden. In Schwefelsäure hingegen findet keine Reaktion statt, weshalb diskutiert wird, dass zur Aktivierung von Pyridin Schwefeltrioxid, das in rauchender Schwefelsäure enthalten ist, benötigt wird.

## Verwendung
Wie die meisten bromierten Pyridinderivate kann auch 3-Brompyridin zur Herstellung weiterer, nicht auf direktem Wege zugänglicher Pyridinderivate genutzt werden. Die durch Halogen-Metallaustausch mit n-Butyllithium zugängliche Organolithium-Verbindung kann als Nukleophil mit Elektrophilen umgesetzt werden. Es kann in Palladium-katalysierten Reaktion wie Heck-Reaktion, Stille-Kupplung oder Sonogashira-Kupplungen eingesetzt werden.